# قرار مجلس الأمن التابع للأمم المتحدة رقم 1592
قرار مجلس الأمن التابع للأمم المتحدة رقم 1592، المتخذ بالإجماع في 30 آذار / مارس 2005، بعد الإشارة إلى جميع القرارات السابقة بشأن الحالة في جمهورية الكونغو الديمقراطية، بما في ذلك القرار 1565 (2004)، مدد المجلس ولاية بعثة الأمم المتحدة في جمهورية الكونغو الديمقراطية حتى 1 أكتوبر 2005.

## القرار

### أعمال
وقام المجلس، عملا بالفصل السابع من ميثاق الأمم المتحدة، بتمديد ولاية البعثة بنية تجديدها لفترات أخرى. وتم حث جميع الأطراف على التعاون مع بعثة منظمة الأمم المتحدة في جمهورية الكونغو الديمقراطية بالسماح لها بالوصول دون عوائق وضمان سلامة أفرادها. تمت مطالبة الحكومة الانتقالية بحماية المدنيين والعاملين في المجال الإنساني من خلال بسط سلطتها في جميع أنحاء البلاد، ولا سيما في شمال وجنوب كيفو ومقاطعة إيتوري. علاوة على ذلك، كان عليها إصلاح قطاع الأمن وإحراز تقدم نحو إجراء الانتخابات.
في غضون ذلك، طالب القرار حكومات رواندا وأوغندا وجمهورية الكونغو الديمقراطية بوضع حد لاستخدام أراضيها لدعم انتهاكات حظر الأسلحة المفروض بموجب القرار 1493 (2003)، كما طالب الدول المجاورة بأن تعيق دعم الاستغلال غير القانوني للموارد الطبيعية الكونغولية. وشدد على أن بعثة منظمة الأمم المتحدة في جمهورية الكونغو الديمقراطية يمكنها استخدام التدابير اللازمة، بما في ذلك سلطات «التطويق والتفتيش» ضد الجماعات المسلحة التي يعتقد أنها تهدد السكان.
وأعرب مجلس الأمن عن قلقه إزاء أعمال الاستغلال والانتهاك الجنسيين التي يرتكبها موظفو الأمم المتحدة ضد السكان المحليين، ودعا الأمين العام كوفي عنان والبلدان المساهمة بقوات إلى معالجة هذه المسألة على وجه السرعة.

## روابط خارجية
- نص القرار في undocs.org